# Halobiforma haloterrestris
A Halobiforma haloterrestris egy vörös pigmentált, aerob, extrém halofil archaea. Pálcika vagy gömb alakú, kissé pleomorf. Neme típusfaja. Típustörzse a neutrofil, mozgékony 135(T) (= DSM 13078(T) = JCM 11627(T)).